# 竜退治
竜退治（りゅうたいじ、原題：One Droopy Knight　公開：1957年12月6日）は、アメリカ合衆国の映画会社、メトロ・ゴールドウィン・メイヤー（MGM)社に所属していたアニメーターのマイケル・ラーによる作品のひとつ。1957年度アカデミー短編アニメ賞ノミネート作品。

## スタッフ
監督マイケル・ラー
制作総括ウィリアム・ハンナ、ジョセフ・バーベラ
アニメーション制作ビル・シーペック(Bill Schipek)、ケン・サウスワース、アーヴィン・スペンス、ハーマン・コーエン(Herman Cohen)
レイアウトエド・ベネディクト
背景フェルナンド・モンテアレグレ(F. Montealegre)
音楽スコット・ブラッドリー

## 内容
ある王国で洞窟に住む竜が暴れて国内に混乱をきたしていたため、王様が「竜を退治した者に王女と結婚させる」というお触れを出した。これに応じたのがブッチとドルーピー。両者は勇敢に竜に立ち向かうが、相手は強く手痛くやられてしまう。全裸にされたブッチが戦線を離脱してもなおも戦うドルーピーだが全く歯が立たず、王女の写真を見て無念の思いからすすり泣く。これを見た竜が王女の顔に落書きしてガラの悪い声で笑い転げる。これに激怒したドルーピーは驚異の力を発揮し竜をやっつける。ドルーピーはめでたく王女と結婚し、竜はペットになったのであった。
1949年に公開された「チャンピオン誕生」のリメイク的な作品である。

## 登場するキャラクター
ドルーピー
今回は竜に立ち向かう騎士役。普段は弱いが、侮辱されると抜群の強さを発揮する。日本語版の名称では「サー・ドルーピー」。
ブッチ
竜に立ち向かうがいいところなくやられてしまう。最後は竜にハンマーで叩かれ、鎧を缶詰めにされて、全裸にされて逃げ去ってしまう。日本語版の名称では「サー・スパイク」。
竜
王国を混乱に陥れているため王様が討伐のお触れを出す。口から火を吹き、圧倒的な強さでブッチとドルーピーを歯牙にもかけない強さを誇ったが、ドルーピーが持っている王女の写真にイタズラ描きをしてバカにしたため、それに本気で怒ったドルーピーの怪力でウロコを粉々に砕かれ全裸にされて退治されてしまう。
原語版で竜の声を担当したのは製作総括のウィリアム・ハンナである。
王女
王の娘で、ドルーピー曰く「国で一番美しい」。最後は竜を退治したドルーピーの妻となる。

## 日本でのTV放映
TBS版の『トムとジェリー』の短編に挟まれて放映されていた。

## 関連事項
- マイケル・ラー
- ドルーピー
- トムとジェリー
- 竜
- メトロ・ゴールドウィン・メイヤー